# Tom Schulz
Tom Schulz (Großröhrsdorf, 18 augustus 1970) is een Duits prozaschrijver, dichter en vertaler.

## Leven en werk
Tom Schulz is geboren in Großröhrsdorf, ongeveer 20 km ten oosten van Dresden (destijds in de Duitse Democratische Republiek gelegen); hij groeide op in Oost-Berlijn.
Sinds 2002 is hij vrijgevestigd auteur; voordien had hij diverse banen in de bouw. En sinds 2008 is hij bovendien docent creatief schrijven. In de periode 2011-2014 leidde hij de poëzieworkshops open poems aan het “Literaturwerkstatt Berlin”. Schulz publiceert ook in diverse tijdschriften en anthologieën.
Daarnaast is Tom Schulz vertaler van Spaanse, Amerikaanse en Nederlandse poëzie (zoals werk van Germán Carrasco, Damian Rios, Rocio Ceron, Anna Botero, Rafael Zayas, Diana Lichy, John Ashbery, Kenneth Koch en Jan-Willem Anker). Hij werkt als criticus en schrijft reportages over literatuur voor onder andere die Neue Zürcher Zeitung. En hij is als uitgever actief.

## Prijzen en stipendia
- 2019 Auteursstipendium van de Stichting Preußische Seehandlung
- 2019 Stadsschrijver van Erfurt
- 2018 Stipendium voor het Duits studiecentrum in Venetië
- 2016 Liechtenstein-Preis für Lyrik (PEN-club in Liechtenstein)
- 2016 Stipendium van de Villa Rosenthal in Jena (stadsschrijver van Jena)
- 2015 Hausacher LeseLenzstipendium (stadsschrijver van Hausach (Zwarte Woud))
- 2015 Alfred Döblin-Stipendium
- 2014 Alfred-Gruber-Preis in het kader van de Meraner Lyrikpreis
- 2014 Stipendium van Rheinland-Pfalz in het Künstlerhaus Edenkoben
- (de)  2013 Kunstprijs Literatuur Fotografie|Kunstpreis Literatur der Land Brandenburg Lotto GmbH[5]
- 2013 Stipendium van de Berlijnse senaat, voor literatuur
- 2013 Heinrich Heine Stipendium in Lüneburg
- 2012 Stipendium voor Künstlerhof Schreyahn
- 2012 Stadsschrijver van Rheinsberg
- 2011 Auteursstipendium van de stichting Preußische Seehandlung
- 2010 Verblijfsstipendium van de Stiftung für deutsch-polnische Zusammenarbeit in Villa Decius, Krakau
- 2010 Bayerischer Kunstförderpreis voor literatuur
- 1996 Gastdichter aan de Universiteit Augsburg
- 1991 Prijswinnaar bij het ‘Treffen junger Autoren’ in Berlijn